# Sous-district de Beisan

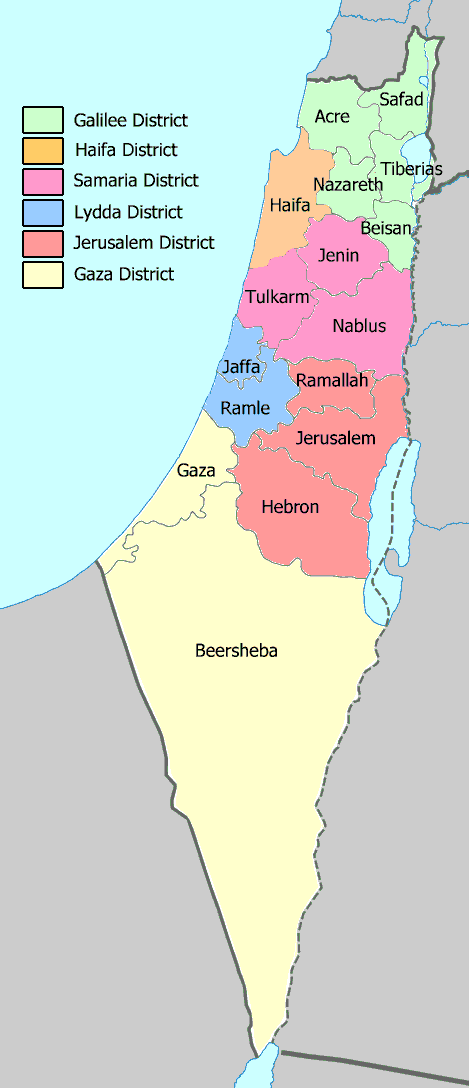
Les districts et sous-districts de la Palestine mandataire en 1945.

Le sous-district de Beisan (arabe : قضاء بيسان ; hébreu : נפת ביסאן) était un sous-district de Palestine mandataire qui recouvrait le territoire autour de la ville de Beisan. Il disparaît après la guerre israélo-arabe de 1948-1949 par fusion avec le sous-district de Nazareth voisin pour former l'actuel sous-district de Jezreel (en) du district nord d'Israël. Toutefois, les terres les plus au sud du sous-district de Beisan sont intégrées à la Cisjordanie, et par conséquent occupées et annexées unilatéralement par la Jordanie, puis occupées par Israël après la guerre des Six Jours.

## Villes et villages dépeuplés
| - Arab al-'Arida - Arab al-Bawati - Arab al-Safa - al-Ashrafiyya - Al-Bira - Beisan - Danna - Farwana - al-Fatur - al-Ghazzawiyya - al-Hamidiyya | - Al-Hamra - Jabbul - Kafra - Kawkab al-Hawa - al-Khunayzir - Masil al-Jizl - al-Murassas - Qumya - al-Sakhina - al-Samiriyya | - Sirin - Tall al-Shawk - Khirbat Al-Taqa - al-Tira - Umm 'Ajra - Khirbat Umm Sabuna - Yubla - Zab'a - Khirbat Zawiya |